# کوهو

کوهو شهری در شهرستان بورومو در استان باله در بورکینافاسوی جنوبی است و جمعیت آن ۱۹۰۳ نفر است.